# Puntius gelius
Puntius gelius es una especie de peces de agua dulce perteneciente a la familia Cyprinidae.

## Distribución
Se encuentra ampliamente distribuido en la India y Bangladés. Las citas para Pakistán necesitan confirmación.
Esta especie ha sido introducida en cuerpos de agua fuera de su área de distribución original en la India debido a sueltas y escapes por parte de acuariófilos.

## Morfología
Los machos pueden llegar alcanzar los 5,1 cm de longitud total.